# Tonicity-Responsive-Enhancer-Binding-Protein
Tonicity-Responsive Enhancer Binding Protein (TonEBP oder NFAT5/OREBP) ist ein Transkriptionsfaktor, der zur Rel-Familie der Transkriptionsfaktoren gehört. TonEBP schützt die Zelle vor hypertonem Stress. Ist der osmolare Druck in der Zelle normal (isoosmolare Situation) ist TonEBP nur teilweise (partiell) aktiv. Steigt der osmolare Druck in der Zelle an, wird die TonEBP-mRNA stabilisiert und das TonEBP-Protein somit verstärkt transkribiert. TonEBP fördert die Transkription der Gene verschiedener Proteine, wie Aldose-Reduktase, Natrium-myo-Inositol-Cotransporter, Natrium-Chlorid-Betain-Cotransporter, und Taurin-Transporter. Dies führt zu einem Anstieg der Konzentration der Moleküle Sorbit, Betain, Myo-Inositol und Taurin in der Zelle. Diese Moleküle sind osmotisch aktiv (Osmolyte) und elektrisch neutral, ein Anstieg ihrer Konzentration vermindert daher den osmotischen Druck an der Zellwand und die Ionenstärke in der Zelle. Zusätzlich stimuliert TonEBP die Transkription der Gene von ADH-reguliertem-Harnstoff-Transporter und Hitzeschockproteinen. Diese Proteine schützen die Zelle vor den schädlichen Auswirkungen zu hoher Harnstoff-Konzentrationen. In der Niere fördert TonEBP die Transkription des Aquaporin- oder Wasserkanals AQP2. Dadurch nimmt die Wasserausscheidung ab, die Konzentration des Urins nimmt zu und die Osmolarität der extrazellulären Flüssigkeit sinkt ab.